# Carmen Masola
Carmen Masola (Novara, 23 marzo 1971) è un soprano italiano.

## Biografia
Discendente di Gaetano Donizetti da parte del nonno paterno, dopo aver acquisito il diploma magistrale inizia a studiare canto presso il conservatorio Cantelli di Novara che ha poi abbandonato.
Nel 1990 prende parte a "Libera Musica". Nel 1991 entra nella corale di Trecate S.Gregorio Magnum. Nel 1995 diventa solista del coro dell'Istituto Musicale Brera. Nel 1997 vince il 7º concorso internazionale per giovani cantanti lirici svolto a Tortona. Nel 1998 interpreta Mimi nell'opera Bohème. Nel 1999 interpreta la parte della contessa DO-RE-MI ne La figlia del reggimento. Nel 2001 vince il concorso Viglianoviva .
Nel 2002 ha interpretato vari ruoli in L'elisir d'amore e Barbiere di Siviglia. Nel 2003 ha partecipato a rappresentazioni del Paese dei Campanelli.

### La partecipazione aItalia's Got Talent
Nel 2009 partecipa alle selezioni della prima edizione di Italia's Got Talent cantando il brano Casta Diva, successivamente viene ammessa alle semifinali del programma, dove riesibendosi riesce ad accedere alla fase finale tramite il televoto da parte del pubblico da casa.
Il 17 maggio 2010 vince la prima edizione del talent show, aggiudicandosi un premio dal valore di 100.000 euro in gettoni d'oro ed inoltre le viene offerto un contratto discografico per la Sony BMG .
La partecipazione televisiva le permette di acquisire una certa fama anche all'estero, dove viene paragonata alla cantante scozzese Susan Boyle , concorrente della terza edizione di Britain's Got Talent , ma Carmen non ha condiviso questo paragone con la cantante scozzese facendo queste affermazioni durante un'intervista alla trasmissione televisiva Mattino 5:

### Vissi d'arte, il primo disco
Il 29 giugno 2010 è la data della pubblicazione del primo disco della cantante. Per questo progetto, intitolato Vissi d'arte, l'interprete ha lavorato con il produttore Celso Valli con cui ha registrato degli arrangiamenti di famose arie d'opera tra cui Casta Diva dalla Norma di Vincenzo Bellini, O mio babbino caro da Gianni Schicchi di Giacomo Puccini, Adagio di Tomaso Albinoni, Vissi d'arte da Tosca, "Habanera" da Carmen di George Bizet.
Il 6 giugno è stata ospite in diretta in prima serata su Raiuno al programma dedicato al bel canto e allo spettacolo della lirica: Arena di Verona 2010 - Lo spettacolo sta per iniziare, condotto da Antonella Clerici dove si è esibita cantando l'Ave Maria di Schubert.
L'album debutta alla posizione #54 della classifica ufficiale FIMI degli album più venduti in Italia.

### La partecipazione a Sanremo Newtalent
Nel 2015 diventa giurata ufficiale di Sanremo Newtalent, contest ideato da Devis Paganelli con la collaborazione del Maestro Vince Tempera, in onda sui canali SKY.

## Studi
- Nel 1991 ha seguito un seminario sulla tecnica vocale presso la scuola di musica di Fiesole.
- Nel 1997 ha frequentato con ottimi risultati un corso di canto da camera e quello di canto lirico presso il Circolo della Stampa di Torino.
- Dall'ottobre 2002 al marzo 2003 ha studiato all'accademia Verdiana di Busseto, affinando le opere verdiane Otello e Simon Boccanegra.
- Nel 2004 ha frequentato il Master Class e si è diplomata con il massimo dei voti all'accademia Arturo Toscanini di Parma [1].

## Discografia

### Album in studio
- 2010 - Vissi d'arte

### Singoli
- 2010 - Casta Diva